# Leonard F. Chapman junior

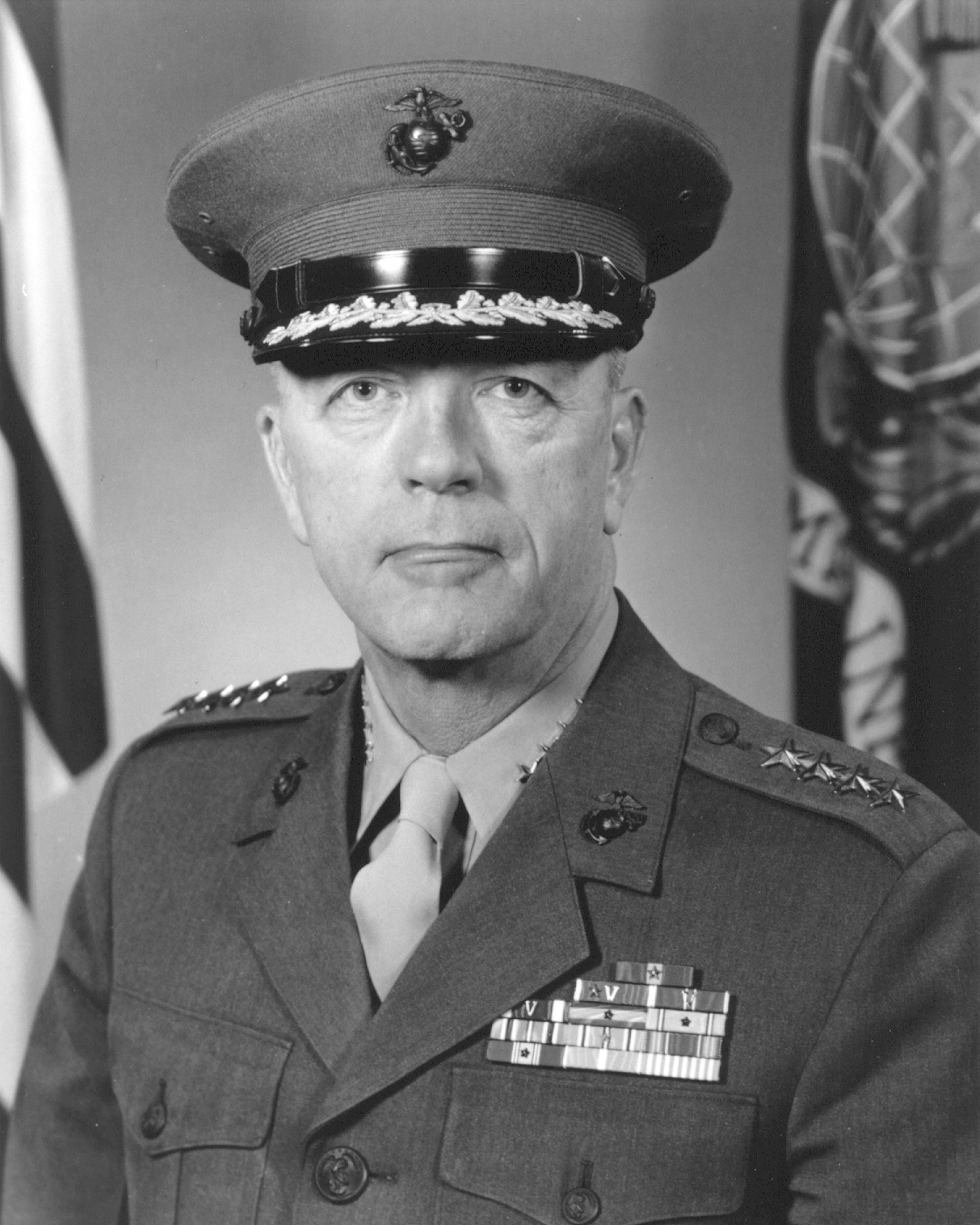
Leonard F. Chapman

Leonard Fielding Chapman junior (* 3. November 1913 in Key West, Florida; † 6. Januar 2000 in Falls Church, Virginia) war ein General des United States Marine Corps und diente auf dem pazifischen Schauplatz während des Zweiten Weltkrieges. Chapman nahm als Kommandant der Abordnung des Marine Corps auf dem Kreuzer Astoria (CA-34) an den Seeschlachten im Korallenmeer und um die Midway-Inseln teil, und befehligte ein Bataillon auf Peleliu und Okinawa. Von 1968 bis 1971 war er der 24. Commandant of the Marine Corps und führte es durch die heiße Phase des Vietnamkrieges sowie in einer von sozialen Unruhen geprägten Zeit. Danach war er Kommissar im US-Immigration and Naturalization Service.

## Leben

### Frühe Jahre
Leonard Fielding Chapman kam in Key West als Sohn eines Methodistenpfarrers zur Welt und verbrachte seine Kindheit in DeLand, Florida, wo er die High School abschloss. 1931 begann er sein Studium an der University of Florida und wurde Mitglied der Studentenverbindung Phi Kappa Tau. Nebenbei trat er dem Reserve Officer Training Corps bei. Nach Beendigung des Studiums im Juni 1935 wurde Chapman am darauffolgenden 8. Juli im Rang eines Second Lieutenant in den Dienst des US Marine Corps gestellt.
Nach Abschluss der Basic School am Philadelphia Navy Yard, diente Chapman im I. Bataillon des 10. US-Marineinfanterieregiments, das auf der Marine Corps Base Quantico im Bundesstaat Virginia stationiert war. Im Anschluss daran absolvierte er die US Army Field Artillery School in Fort Sill, Oklahoma, und wurde im Juni 1938 nach San Diego, Kalifornien, versetzt. Im gleichen Jahr erhielt er die Beförderung zum First Lieutenant. Im Juni 1940 verließ Chapman die Westküste in Richtung Honolulu, wo er an Bord des Kreuzers New Orleans (CA-32) einen Schießwesen-Kurs besuchte. Die nächsten zwei Jahre war er kommandierender Offizier der Abordnung der Marines an Bord der Astoria (CA-34).

### Zweiter Weltkrieg

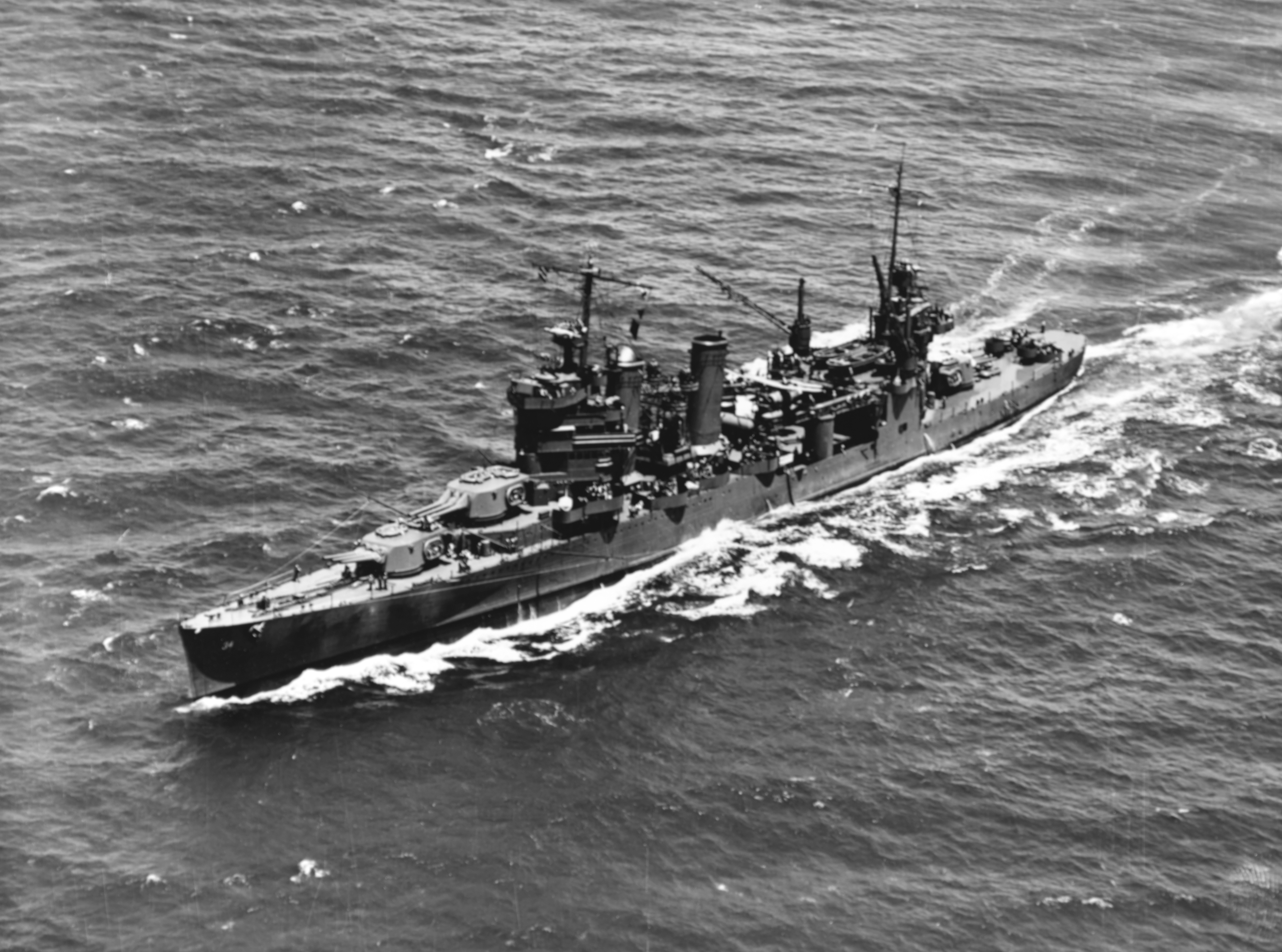
Die Astoria vor Hawaii am 8. Juli 1942.

Während des am 7. Dezember 1941 erfolgten japanischen Angriffs auf Pearl Harbor, der den Kriegseintritt der Vereinigten Staaten an Seite der Alliierten verursachte, befand sich die Astoria mit Chapman, der mittlerweile zum Captain befördert worden war, auf See. Zwei Tage zuvor war sie mit dem Flugzeugträger Lexington (CV-2) und weiteren Begleitschiffen aus Pearl Harbor ausgelaufen, um Kampfflugzeuge nach Midway zu transportieren. Nach dem gescheiterten Versuch die hart umkämpfte Insel Wake zu entsetzen, verblieb der Kreuzer bei Patrouillen- und Begleitschutzaufgaben. Anfang Mai 1942 nahm der zum Major beförderte Chapman mit der Astoria an der ersten Seeschlacht zwischen Flugzeugträgern im Korallenmeer und einen Monat später an der Schlacht um Midway teil. Ende Juni verließ Chapman das Schiff und wurde Anfang August als Ausbilder in der Artillerielehrabteilung der in Quantico ansässigen Marine Corps Schools berufen. Während dieser Zeit wurde die Astoria bei der Seeschlacht vor Savo Island versenkt.
Im Mai 1943 wurde Chapman zum Lieutenant Colonel befördert und im darauffolgenden Oktober stellvertretender Kommandeur der Lehrabteilung.
Ein Jahr später wurde er zur 1. US-Marineinfanteriedivision versetzt, wo er das Kommando über das IV. Bataillon des 11. US-Marineinfanterieregiments übernahm. Neben dieser Tätigkeit war er auch Operationsoffizier im Regimentsstab während der im Herbst 1944 stattfindenden Schlacht um Peleliu. Wegen außerordentlicher Verdienste als Stabsoffizier wurde ihm die Legion of Merit verliehen und der Bronze Star als Bataillonskommandeur in der zwischen April und Juli 1945 laufenden Kämpfe auf Okinawa.

### Nachkriegszeit
Nach Ende der Kampfhandlungen kehrte Chapman in die Vereinigten Staaten zurück und arbeitete bis Juli 1946 als Sekretär für den Generalstab der Fleet Marine Force Pazifik. Danach wurde er in das Hauptquartier des Marine Corps nach Washington, D.C. bestellt, wo er mit dem Posten des stellvertretenden Leiters der Planungs- und Taktikabteilung betraut wurde. Im Mai 1949 ging er an die Marine Corps Schools, wo er die Trainingsintervalle der in Reserve befindlichen Artillerieeinheiten koordinierte, ehe er an die Amphibious Warfare School bestellt wurde, die er im Juni 1950 abschließen konnte. Sein nächstes Engagement fand Chapman als Gruppenleiter im Entwicklungszentrum des Korps. In dieser Funktion war er in Quantico stationiert und erhielt dort seine Beförderung zum Colonel. Zwei Jahre später wurde er Kommandeur des im kalifornischen Camp Pendleton stationierten 12. US-Marineinfanterieregiments der 3. Marineinfanteriedivision, die im August 1953 nach Japan verlegt wurde. Zwischen August 1954 und Mai 1956 war er der kommandierende Offizier aller auf dem Marinestützpunkt Yokosuka stationierten Marines.
Chapman kehrte nach Washington, D.C. zurück, wo er Kommandeur des Hauptquartiers und Direktor des am Washington Navy Yard beheimateten Marine Corps Institute wurde. Am 1. Juli 1958 wurde er zum Brigadier General befördert und erhielt eine Stelle bei der Fleet Marine Force Atlantik in Camp Lejeune, North Carolina.
Mit September 1961 trat er den Posten des Stellvertretenden Stabschefs des Marine Corps an, gefolgt von der Beförderung zum Major General wenige Wochen später. In dieser Funktion wurde er erneut mit der Legion of Merit ausgezeichnet.
Mit Jahresbeginn 1964 wurde er Stabschef, gleichzeitig mit dem dafür notwendigen Dienstgrad eines Lieutenant Generals, und im Juli 1967 stellvertretender Kommandant des Marine Corps.

### Commandant of the US Marine Corps

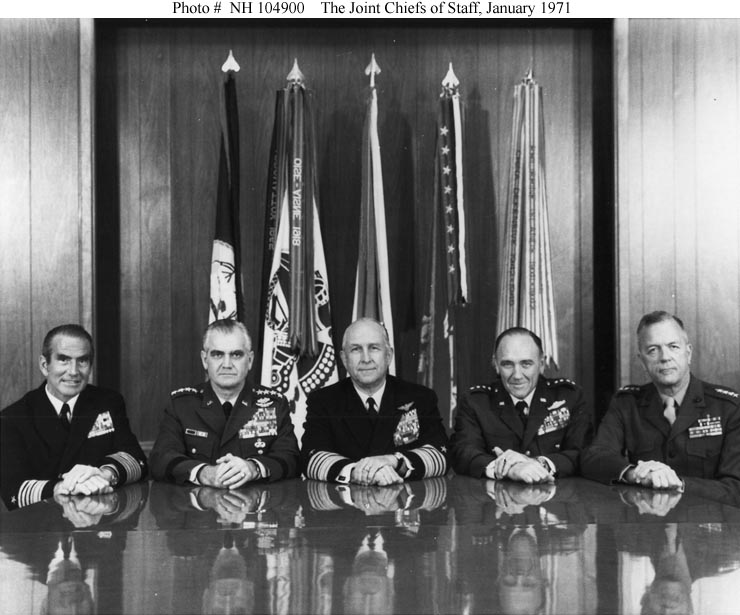
Die Joint Chiefs of Staff im Januar 1971 (v. l. n. r.): Admiral Elmo R. Zumwalt (Chief of Naval Operations), General William Westmoreland (Chief of Staff of the US Army), Admiral Thomas H. Moorer (US Navy, Vorsitzender), General John D. Ryan (Chief of Staff of the US Air Force) und
General Leonard Chapman.

Am 4. Dezember 1967 wurde Chapman von US-Präsident Lyndon B. Johnson für das Amt des 24. Kommandeurs des Marine Corps nominiert und vom US-Senat neun Tage später bestätigt. Mit 1. Januar 1968 wurde Chapman zum Vier-Sterne-General befördert; er folgte General Wallace Greene auf dem Posten.
Bereits wenige Wochen nach seinem Dienstantritt begann mit der Tet-Offensive die Wende des Vietnamkrieges zu Ungunsten der Vereinigten Staaten und Südvietnams. Während dieser Phase sahen sich die in Khe Sanh und Huế stationierten US-Marines heftigen Kämpfen ausgesetzt. Des Weiteren war Chapmans erstes Dienstjahr mit zahlreichen Reisen geprägt, um weltweit stationierte Marineinfanteristen zu besuchen. Während dieser Unternehmungen legte er ca. 161.000 km zurück und kam u. a. zweimal nach Vietnam. Aufgrund der sich abzeichnenden Niederlage im Krieg begann Chapman mit dem Abzug des Großteils seiner Soldaten (III. Marine Amphibious Corps) aus dem Kriegsgebiet, der 1971 beendet werden konnte.

“Don't leave anything behind worth more than five dollars.”

„Lasst nichts zurück, dass mehr als fünf US-Dollar wert ist.“

Bedingt durch diese Maßnahme und budgetäre Kürzungen reduzierte sich die Mannschaftsstärke des Corps von 289.000 auf 198.000 Mann und veranlasste Chapman, zukünftig auf mehr Professionalität anstatt auf Quantität zu setzen.
Die Vereinigten Staaten waren in den späten 1960er-Jahren durch Bürgerrechtsbewegungen, die gegen die Unterdrückung der Afroamerikaner protestierten, und von Drogenproblemen geprägt. Diese gesellschaftlichen Veränderungen machten auch nicht vor den US-Streitkräften halt, sodass es in zahlreichen Kasernen zu Auseinandersetzungen zwischen weißen und afroamerikanischen Soldaten kam, wie im Sommer 1969 im Camp Lejeune. Im Februar 1970 wurde ein Soldat getötet und weitere 62 verletzt, nachdem eine Gruppe aufgebrachter schwarzer Marines eine Handgranate in einen vietnamesischen Nachtclub warfen.
Chapman reagierte auf diese Situation nicht nur mit disziplinären Maßnahmen, sondern auch mit Aufklärungskampagnen. Eine der bedeutendsten Reaktionen war der Verbot von jeglicher Diskriminierung in der Ausbildung, Dienstpostenzuteilung und im Zuge von Beförderungen. So schrieb er in einem 1000 Wörter umfassenden Befehl an alle Truppenkommandanten:

“Every marine must understand that the Marine Crops does guarantee equal rights, equal opportunity, and equal protections, without regard to race.”

„Jeder Marine muss verstehen, dass das Marine Corps Gleichberechtigung, Chancengleichheit und gleiche Bewahrung ohne Berücksichtigung auf die Hautfarbe garantiert.“

Wenige Tage vor seiner Pensionierung erhielt er von Präsident Richard Nixon die Distinguished Service Medal als Anerkennung seiner Dienste.

### Ruhestand
Chapman wurde nach 37 Jahren im Dienst des US Marine Corps mit 1. Januar 1972 in den Ruhestand versetzt. 1973 betraute ihn der Präsident mit dem Posten als Kommissar des Immigration and Naturalization Service, den er drei Jahre lang ausübte. Seinen Lebensabend verbrachte er in Alexandria.
Leonard Chapman verstarb am 6. Januar 2000 infolge einer Krebserkrankung im Inova Fairfax Hospital in Falls Church und wurde mit militärischen Ehren auf dem Nationalfriedhof Arlington beigesetzt. Seine Grabrede hielt Carl Mundy, 30. Kommandant des Marine Corps und ein guter Freund der Familie Chapman.
Chapman war mit Emily Donelson Walton Ford Chapman (1916–1992) verheiratet und hatte zwei Söhne, von denen Leonard F. Chapman III., Major des US Marine Corps, 1979 bei einem Tauchunfall verunglückte. Zu den Hinterbliebenen zählen der älteste Sohn Walton F. Chapman und seine Enkelin Danielle Chapman.

## Auszeichnungen
Auswahl der Dekorationen, sortiert in Anlehnung der Order of Precedence of the Military Awards:
- Navy Distinguished Service Medal (3 x)
- Legion of Merit (2 x)
- Bronze Star
- Navy & Marine Corps Commendation Medal
- Korean Service Medal

## Weiterführende Informationen